# Pheosia frigida
Pheosia frigida är en fjärilsart som beskrevs av Zetterstedt 1840. Pheosia frigida ingår i släktet Pheosia och familjen tandspinnare. Inga underarter finns listade i Catalogue of Life.